# Amt Offendorf

Wappen der Herrschaft Lichtenberg

Wappen der Grafschaft Zweibrücken-Bitsch

Wappen der Grafschaft Hanau-Lichtenberg seit 1606

Wappen der Landgrafschaft Hessen-Darmstadt

Das Amt Offendorf (auch: Amt Oberhof, später: Vogtei Offendorf) war ein Amt der Herrschaft Lichtenberg, dann der Grafschaft Hanau-Lichtenberg und ging mit dem Tod des letzten Hanauer Grafen an die Landgrafschaft Hessen-Darmstadt über.

## Geschichte
Die Herrschaft Lichtenberg bildete das Amt Offendorf, indem es im 15. Jahrhundert einen Teil des durch Gebietszuwachs zu umfangreich gewordenen Amtes Pfaffenhofen verselbständigte. 1440 jedenfalls bestand das Amt bereits. Dabei scheint der Sitz des Amtmanns im 15. Jh. in Oberhofen, später in Offendorf gewesen zu sein. Anna von Lichtenberg (* 1442; † 1474), eine der beiden Erbtöchter Ludwigs V. von Lichtenberg (* 1417; † 1474) heiratete 1458 den Grafen Philipp I. den Älteren von Hanau-Babenhausen (* 1417; † 1480), der eine kleine Sekundogenitur aus dem Bestand der Grafschaft Hanau erhalten hatte, um heiraten zu können. Durch die Heirat entstand die Grafschaft Hanau-Lichtenberg. Nach dem Tod des letzten Lichtenbergers, Jakob von Lichtenberg, eines Onkels von Anna, erhielt Philipp I. d. Ä. 1480 die Hälfte der Herrschaft Lichtenberg, die andere Hälfte gelangte an seinen Schwager, Simon IV. Wecker von Zweibrücken-Bitsch. Zu letzterem Erbteil gehörte auch das Vogtei Offendorf. Allerdings kam es 1570 zu einem weiteren Erbfall, der auch das Amt Offendorf zur Grafschaft Hanau-Lichtenberg brachte: Graf Jakob von Zweibrücken-Bitsch (* 1510; † 1570) und sein schon 1540 verstorbener Bruder Simon V. Wecker hinterließen nur jeweils eine Tochter als Erbin. Die Tochter des Grafen Jakob, Margarethe (* 1540; † 1569), war mit Philipp V. von Hanau-Lichtenberg (* 1541; † 1599) verheiratet. Zu dem sich aus dieser Konstellation ergebenden Erbe zählte auch die zweite, nicht bereits durch Hanau-Lichtenberg regierte, Hälfte der ehemaligen Herrschaft Lichtenberg und darin auch das Amt Offendorf.
Durch die Reunionspolitik Frankreichs fielen 1680 erhebliche der im Elsass gelegenen Teile der Grafschaft Hanau-Lichtenberg unter die Oberhoheit Frankreichs. Dazu zählte auch das Amt Offendorf. Hier ging der Zugriff der französischen Krone besonders weit: Sie setzte durch, dass die Schultheißen der Orte des Amtes Offendorf römisch-katholischer Konfession sein mussten. Die Grafen von Hanau hielten dagegen und setzten lutherische Vögte ein.
1736 starb mit Graf Johann Reinhard III. der letzte männliche Vertreter des Hauses Hanau. Aufgrund der Ehe seiner einzigen Tochter, Charlotte (* 1700; † 1726), mit dem Erbprinzen Ludwig (VIII.) (* 1691; † 1768) von Hessen-Darmstadt fiel die Grafschaft Hanau-Lichtenberg – und damit auch das Amt Offendorf – nach dort. Im Zuge der Französischen Revolution fiel dann der linksrheinische Teil der Grafschaft Hanau-Lichtenberg an Frankreich. Dieses löste im Zuge der revolutionären Umstrukturierung auch die alte Amtsverwaltung auf.
Nach einer Zählung vom Mai 1798 hatte das Amt 4.092 Einwohner.

## Bestandteile

### Orte
| Ort                                  | Herkunft                           | Recht                                                                  | Anmerkung                                                                                        |
| ------------------------------------ | ---------------------------------- | ---------------------------------------------------------------------- | ------------------------------------------------------------------------------------------------ |
| Drusenheim                           | vor 1401                           |                                                                        | römisch-katholische Pfarrei nach der Reunion                                                     |
| Herrlisheim                          | 1342 gekauft von Ötingen           |                                                                        | Zwischenzeitlich verpfändet, 1401 wieder ausgelöst; römisch-katholische Pfarrei nach der Reunion |
| Kotzenhausen                         |                                    |                                                                        | Mitte 15. Jh. Bestandteil des Amtes, nicht mehr am Ende des 18. Jhs.                             |
| Oberhoffen (Oberhofen)               |                                    | Allod oder zur Hälfte Allod, zur anderen Lehen des Bischofs von Speyer | Zwischenzeitlich verpfändet, 1401 wieder ausgelöst                                               |
| Offendorf (Bas-Rhin)                 | 1342 gekauft von denen von Ötingen |                                                                        | Zwischenzeitlich verpfändet, 1401 wieder ausgelöst; römisch-katholische Pfarrei nach der Reunion |
| Rohrwiller (Rohrweiler) (Rothweiler) | 1342 gekauft von denen von Ötingen |                                                                        | Zwischenzeitlich verpfändet, 1401 wieder ausgelöst; römisch-katholische Pfarrei nach der Reunion |
| Schüriet (Schüre, Scheuer)           |                                    |                                                                        | Zwischenzeitlich verpfändet, 1401 wieder ausgelöst; später Wüstung                               |

### Weitere Bestandteile
Zum Amt Offendorf gehörten die Breymühle (Brechmühle) bei Herlisheim sowie die Wüstungen
- Eggershofen (Hof)
- Gotteshausen
- Hirsau (Hof)
- Memprechtshofen[Anm. 1]